# Priscilla Tylerová
Priscilla Cooperová Tylerová (14. června 1816, New York – 29. prosince 1889, Montgomery) byla snachou 10. prezidenta USA Johna Tylera a po smrti své tchyně Letitie Christian Tylerové vykonávala funkci první dámy do doby, než se funkce ujala nová Tylerova manželka Julia Gardiner Tylerová.